# SJ Dm3
Die Baureihe Dm3 sind elektrische Lokomotiven, die von den schwedischen Statens Järnvägar (SJ) beschafft wurden, um schwere Erzzüge der Bergwerksgesellschaft LKAB (Luossavaara-Kiirunavaara Aktiebolag) auf der Bahnstrecke Luleå–Narvik zu befördern. Die dreiteiligen Lokomotiven waren die letzten mit Stangenantrieb gebauten elektrischen Lokomotiven weltweit und bis zum Bau der Serienlokomotiven der DB-Baureihe 103 die leistungsstärksten Elektrolokomotiven der Welt.
Die offizielle Bezeichnung der Dreifachlokomotiven ist Dm+Dm3+Dm, wobei sie verkürzt Dm3 genannt wurden. Das kleine m in der Bezeichnung bezieht sich auf „Malm“, schwedisch für Erz.
1996 wurden die zu dem Zeitpunkt noch vorhandenen Lokomotiven an die LKAB-Tochtergesellschaft Malmtrafik i Kiruna aktiebolag (MTAB) abgegeben. Seit der Übernahme durch die MTAB ist Dm3 für die ganze Lok die offizielle Bezeichnung.
2012 wurden die Tochtergesellschaften von LKAB umbenannt. MTAB erhielt dabei die neue Bezeichnung LKAB Malmtrafik AB, die für die Lokomotiven übernommen wurde.

## Geschichte
Die Ursprünge gehen auf die ab 1953 beschafften Doppellokomotiven der Baureihe Dm zurück. Diese wiederum war eine Ableitung der 1’C1’-Baureihe Da und sollten die bis dahin eingesetzten Lokomotiven, die aus den 1920er Jahren stammten, auf der Erzbahn ersetzen.
1957 wurde eine Vorserie von drei Dreifachlokomotiven geplant, für die aus der zweiten Dm-Serie heraus drei Doppelloks 1960 geliefert wurden. Diese bereits für den Dreifachbetrieb modifizierten drei Dm (II) erhielten ab Werk ein führerstandsloses Mittelteil der Baureihe Dm3 eingefügt. Daher sind diese Loks fortlaufend nummeriert.
Es war geplant, mit neuen Erzwagen des Typs Mar 65 Wagenzüge mit 4875 Tonnen zu befördern. Die Wagen waren ein Fehlschlag, die mögliche Umrüstung der Dm (I) der zweiten Serie zu weiteren Dm3 geschah nie.
Die dritte und letzte Serie der Dm war eine verstärkte und schwerere Version. Davon wurden 1963 15 Doppellokomotiven gebaut und als Dm (I) 1201/1202–1229/1230 bezeichnet. Es waren wiederum nur Doppelloks, da immer noch keine geeigneten Erzwagen zur Verfügung standen, jedoch die Vorkriegslokomotiven im Südumlauf der Erzbahn nach Luleå ersetzt werden sollten.
Mitte der 1960er Jahre war abzusehen, dass ab etwa 1967 brauchbare Wagentypen für 5000-Tonnen-Züge zur Verfügung stehen würden. Deshalb wurden 1966 die schon 1961 als Option festgelegten Mittelteile für diese 15 Lokomotiven bestellt, die Dm (I) 1201/1202–1229/1230 entsprechend für deren Einbau modifiziert und mit der neuen Baureihenbezeichnung Dm (II) versehen. Die 1967 und 1968 gelieferten 15 Dm3 erhielten die Nummern 1231 bis 1245, wurden jedoch nicht der Reihe nach zu den vorhandenen Dm-Paaren hinzugefügt.
Letztendlich entstand 1970 eine weitere dreiteilige Dm3, die als einzige fortlaufend nummeriert ist – Dm (II) 1246 – Dm3 1247 – Dm (II) 1248.

## Technische Ausführung
Es handelt sich um drei kurzgekuppelte, elektrisch miteinander verbundene Lokomotiven. Jeder der drei Teile hat vier gekuppelte Antriebsachsen. Diese sind mit einer in der Mitte der Lokomotive gelegenen Vorgelegewelle verbunden, die von zwei Elektromotoren angetrieben wird. Die beiden äußeren Lokomotivteile haben je einen Führerstand und eine zusätzliche führende Laufachse. Die beiden Stromabnehmer befinden sich ebenfalls an den Lokomotivenden; im Betrieb sind beide angelegt. Der mittlere Lokomotivteil wird über Dachleitungen versorgt. War es ursprünglich möglich, die Endteile einer Dm3 (Dm (II)) einzeln zu fahren, geht dies seit dem Umbau in den 1990er Jahren nicht mehr, da nun im Mittelteil der zentrale Steuerungscomputer der Lok sitzt.
Die Dm (I) der beiden ersten Serien wurden in vielen Details mit Bauteilen der dritten Serie umgebaut, blieben jedoch immer etwas leichter und in der Leistung deutlich schwächer. Bei den Dm3 betrug die Leistung 6210 kW in der Vorserie und 7200 kW in der dritten Serie. Markantes Teil bei den Umbauten waren die SAB-Räder mit ihrer Gummiringfederung der Radreifen.
Mit einer Gesamtlänge von 35 250 mm gehörten die Lokomotiven zu den längsten Elektrolokomotiven der Welt. Sie werden jedoch in Länge und Leistung von der Nachfolgebaureihe IORE noch deutlich übertroffen. Bei diesen handelt es sich jedoch um zwei unabhängige und einzeln einsetzbare Lokomotiven mit nur je einem Führerstand.
Die 14 schweren Lokomotiven der dritten Serie wurden in den 1990er Jahren erheblich modernisiert und erhielten dabei eine dreifarbige Lackierung in Blau, Grau und Rot statt der bisherigen braunen Farbgebung. Technische Änderungen waren unter anderem der Austausch des mechanisch betätigten Stufenschalters durch einen elektrischen Fahrschalter, eine Kriechgangsteuerung, die beim Be- und Entladen der Züge eingesetzt wird, eine Schallisolierung der Führerhäuser sowie der Einbau von gefederten Plattformen für Führersitz und Fahrpult, die die vom Stangenantrieb verursachten Rüttelbewegungen vom Lokführer fernhalten sollen.

## Einsatz
Die Dm3 waren ab 1970 im Nordumlauf Kiruna–Narvik, die Dm2 im Südumlauf Kiruna–Luleå eingesetzt.

## MTAB Dm3
Mit der 1996 erfolgten Übergabe sämtlicher Erzbahnlokomotiven von Statens Järnvägar an MTAB Malmtrafik i Kiruna AB kamen die noch vorhandenen Lokomotiven zu MTAB. Ab diesem Zeitpunkt erhielten diese als komplette Dreifachlokomotiven die Baureihenbezeichnung MTAB Dm3.
Die letzten Dm3-Lokomotiven wurden 2013 außer Dienst gestellt, nachdem sie die letzte Zeit zuvor nur noch als Reserveloks dienten. Die Nachfolgebaureihe IORE war ausreichend verfügbar.

## Übersichtstabelle
Alle von der MTAB übernommenen Lokomotiven haben ihre Betriebsnummer behalten und zusätzlich Namen nach Gruben der LKAB erhalten. Jeder Lokomotivteil hat eine eigene Nummer, die sich bei den Umbauten von Doppel- zu Dreifachlokomotiven nicht änderte, weshalb die Nummer des Mittelteils teilweise in keinem Zusammenhang zu den beiden „Enden“ steht. Sie haben die UIC-Nr.: 91 74 000X XXX-Y S-MTAB, XX = laufende Nr. und Y = Kontrollziffer.
| Nummern        | Name      | Bemerkung |
| -------------- | --------- | --- |
| 976–977–978    | Bruno     | 1997 abgestellt und 2004 als Museumslok an das Norrbottens Järnvägsmuseum verkauft                                                      |
| 979–980–981    |           | 1993 von Statens Järnvägar ausgemustert                                                                                                 |
| 982–983–984    |           | 1997 abgestellt, 2000 verschrottet |
| 1201–1231–1202 | Kunigunda | modernisiert, 2010 abgestellt |
| 1203–1233–1204 |           | 1988 von Statens Järnvägar als Ersatzteilspender abgestellt, 1991 ausgemustert                                                          |
| 1205–1235–1206 | Sigrid    | modernisiert |
| 1207–1232–1208 | Sofia     | modernisiert |
| 1209–1234–1210 | Viktor    | modernisiert, 2010 abgestellt |
| 1211–1236–1212 | Konsuln   | modernisiert |
| 1213–1237–1214 | Johan     | modernisiert, seit 2008 abgestellt, 2011 in Notviken verschrottet.                                                                      |
| 1215–1245–1216 | Josefina  | modernisiert, 2010 abgestellt |
| 1217–1238–1218 | Hermelin  | modernisiert, 2010 abgestellt |
| 1219–1239–1220 | Dennewitz | modernisiert |
| 1221–1240–1222 |           | nach Absturz in Katterat (N) am 19. März 1993 vor Ort zerlegt und im November 1993 aus den SJ-Bestandslisten gestrichen (ausgemustert). |
| 1223–1241–1224 | Baron     | modernisiert |
| 1225–1242–1226 | Alliansen | modernisiert |
| 1227–1243–1228 | Kapten    | modernisiert |
| 1229–1244–1230 | Rektorn   | modernisiert |
| 1246–1247–1248 | Oskar     | modernisiert, 2013 als Museumslok dem Schwedische Eisenbahnmuseum kostenlos überlassen                                                  |